# Tett-Geschützturm

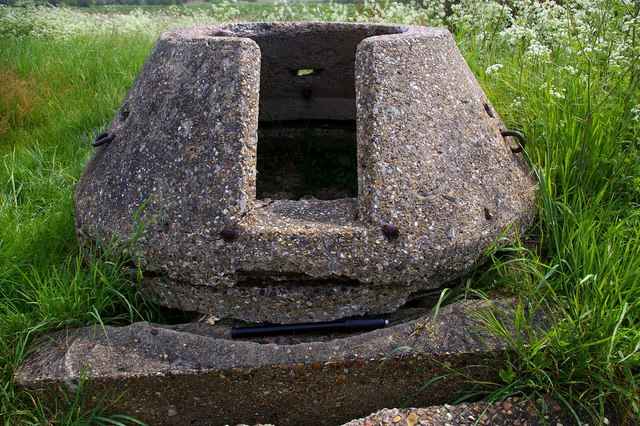
Erhaltener Tett-Geschützturm auf dem ehemaligen Gelände der RAF in Hornchurch, Stadtbezirk London Borough of Havering, mit Sehschlitzen

Der Tett-Geschützturm ist ein kleiner britischer Bunker aus der Zeit der britischen Vorbereitungen in Erwartung einer deutschen Invasion (Unternehmen Seelöwe) zwischen 1940 und 1941 während des Zweiten Weltkriegs.

## Geschichte
Der Tett-Geschützturm wurde nach seinem Erfinder, H.L. Tett, benannt und von Burbridge Builders Ltd,  einer kleinen Baufirma in Surrey, hergestellt. Er bestand aus einem Geschützturm, der anfangs auf einem etwa 1,50 Meter langen, in den Boden eingelassenen, aufrecht stehenden Rohrabschnitt von 1,22 Meter (48 Zoll) Durchmesser mit einem Drehkranz-Kugellager so gelagert war, dass er leicht gedreht werden konnte.
Der Geschützturm war ein 50 cm hoher Kegelstumpf aus Stahlbeton, der 660 kg wog und mit einer einzelnen Schießscharte und mehreren Sehschlitzen versehen war.
Die Konstruktion hatte folgende Vorteile: Im Vergleich zu einer konventionellen Pillbox benötigte sie weniger Stahl und Beton, sie war leichter zu verstecken und konnte, da bereits werksmäßig vorgefertigt, schneller installiert werden. Da die Geschütztürme gedreht werden konnten, konnten mehrere Geschütze in nebeneinanderliegenden Geschütztürmen auf dasselbe Ziel ausgerichtet werden, während bei der konventionellen Pillbox nur aus ein oder zwei Schießscharten geschossen werden konnte. Darüber hinaus war sie mit 18 £ (inflationsbereinigt 2025 etwa 1.330£ ) vergleichsweise billig.

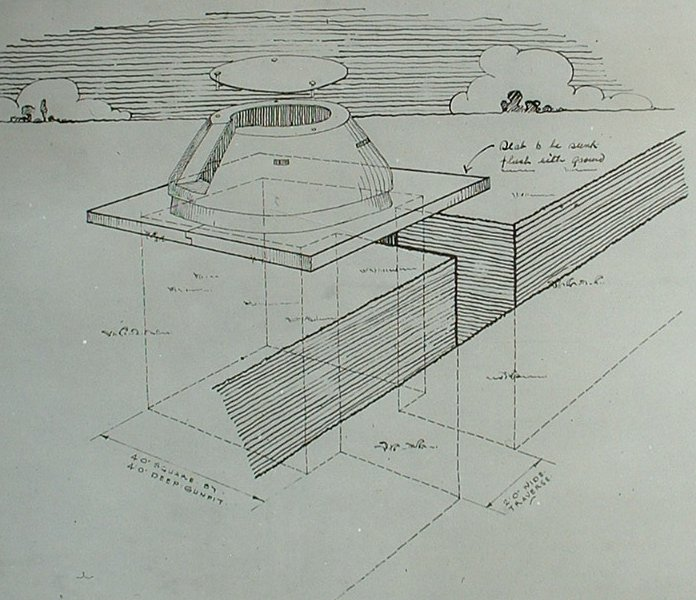
Tett-Geschützturm, der über einen Graben zugänglich ist

Das Hauptproblem war, dass der einzige Ausgang durch Herausklettern aus dem oben offenen Geschützturm vorgesehen war, so dass es keine Rückzugsmöglichkeit gab, ohne dem feindlichen Feuer ausgesetzt zu sein. Das britische War Office (Kriegsamt) urteilte, dass der Tett-Geschützturm zu beengend und gegen schweren Beschuss nicht genügend gepanzert sei und dass seine isolierte Position unzureichende Befehlskontrolle gebe. Auch war der oben offene Geschützturm durch eine zielgenau geworfene Handgranate sehr leicht einnehmbar.
Die Firma Burbridge schlug daher eine neue Version vor, bei der der Geschützturm nicht auf einem Rohrabschnitt, sondern auf einer waagerechten Betonplatte positioniert war, die auf einem Fundament aus Backsteinen oder Betonplatten lag. Dies ermöglichte den rückwärtigen Zugang über einen Tunnel oder Schützengraben. Eine Firmenbroschüre zeigt einen hölzernen Sitz, der mit dem Turm über ein Metallgestänge verbunden ist.

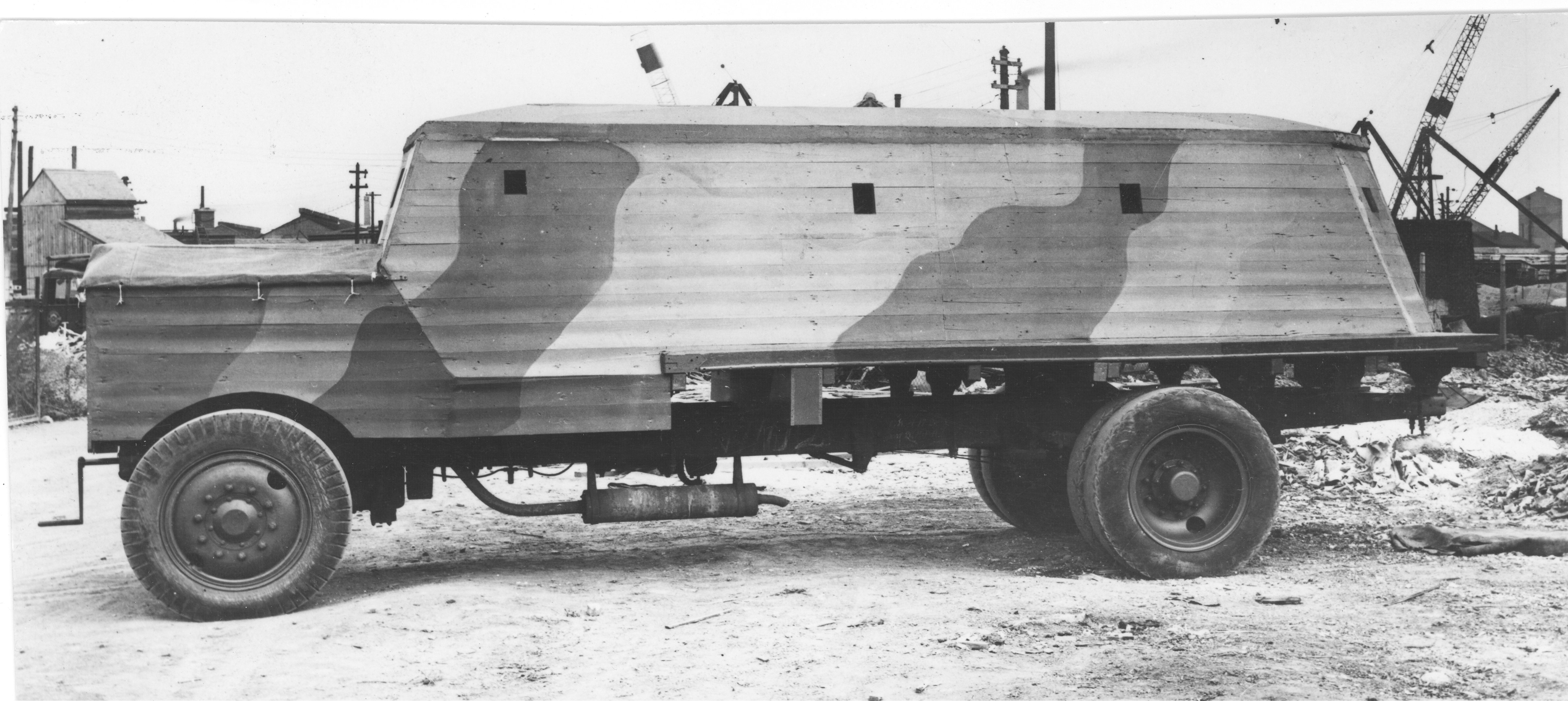
Bison Typ III

Burbridge schlug außerdem vor, dass der Geschützturm auf improvisierten gepanzerten Fahrzeugen wie dem Armadillo oder Bison angebracht werden könne.
Trotz des anfänglichen Enthusiasmus derer, die die Konstruktion begutachteten, hatte Burbridge Schwierigkeiten, Bestellungen für die Tett-Geschütztürme zu erhalten. Deshalb und wegen der kriegsbedingten Materialknappheit konnte die Firma nicht genug Beton und Betonstahl bekommen, um eine größere Serie zu fertigen. Im November 1940 erhielt sie eine Bestellung für nur 4 Tett-Geschütztürme, diese konnten nicht vor Februar 1941 ausgeliefert werden. Insgesamt stellte die Firma 100 Tett-Geschütztürme her, konnte aber nur 31 davon verkaufen.

## Standorte
In der Datenbank Defence of Britain sind nur sechs Standorte verzeichnet. Erhaltene Exemplare sind heute sehr selten. Zwei Tett-Geschütztürme können auf dem ehemaligen Militärflugplatz RAF Hornchurch besichtigt werden, der heute im Hornchurch Country Park öffentlich zugänglich ist. Diese bekannten Geschütztürme wurden im Rahmen der BBC-Fernsehserie Two Men in a Trench genauer untersucht. Während der Dreharbeiten wurden drei weitere, bis dahin in Vergessenheit geratene Geschütztürme im Unterholz wiederentdeckt.